# San Andrés Xecul
San Andrés Xecul är en kommunhuvudort i Guatemala.   Den ligger i kommunen Municipio de San Andrés Xecul och departementet Departamento de Totonicapán, i den sydvästra delen av landet, 110 km väster om huvudstaden Guatemala City. San Andrés Xecul ligger 2 467 meter över havet och antalet invånare är 12 133.
Terrängen runt San Andrés Xecul är huvudsakligen kuperad, men åt sydväst är den platt. Runt San Andrés Xecul är det tätbefolkat, med 570 invånare per kvadratkilometer. Närmaste större samhälle är San Francisco El Alto, 6,6 km nordost om San Andrés Xecul. I omgivningarna runt San Andrés Xecul växer huvudsakligen savannskog.